# Psiglo
Psiglo fue un grupo de rock progresivo uruguayo. A pesar de su corta existencia, es considerada una de las mejores bandas de la escena del rock progresivo de la historia del Uruguay.

## Historia

### Comienzos del grupo

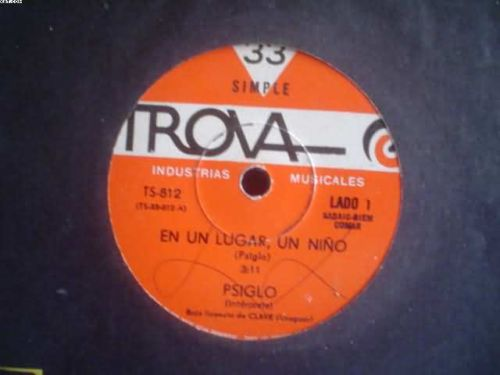
Disco 7" de 1972, edición argentina.

Cinco amigos, César Rechac en bajo, Luis Cesio en guitarra, Jorge García Banegas en teclados, Carmelo Albano en batería y Julio Dallier a la voz, serían los que labrarían Psiglo en una servilleta de un bar del barrio La Comercial, en donde al final de una pizza, César, escribió en una servilleta, la palabra "Siglo", que según Gonzalo Farrugia, baterista amigo y posterior miembro de la banda, era el nombre que figuraba en el bombo de un sueño que había tenido. A Jorge, le pareció que le faltaba algo que le diera magia a la cosa, por lo que tomó el bolígrafo y le agregó una "p"..."Psiglo". Posteriormente, se incorporaría a la banda, en el año 1972, en sustitución a Julio Dallier, el prometedor cantante de Ovni 87, Ruben Melogno.
En noviembre de 1971, actúan junto a Totem (grupo de Ruben Rada), en el "Barock" (Buenos Aires Rock) en el velódromo de la ciudad de Buenos Aires.
En julio de 1972 lanzan su primer sencillo, grabado en Sondor y con un formato poco comercial, "Gente sin camino" supera los seis minutos de duración en una época que la duración máxima para un tema que la radio difundiera era tres minutos. Sin embargo "En un lugar un niño" logra la difusión masiva.
Ellos tapizan la calle 18 de julio con carteles que dicen "Los que aún no han comprado el Primer simple de Psiglo están para el Psiquiatra" y las ventas son excelentes. El 13 de agosto de 1972 realizan un concierto en el Teatro Solís. Sobre esto comenta Melogno:

En el primer concierto en el Solís yo estaba como el culo. Salí a pegar afiches con los plomos y me agarré flor de gripe. Ese sentido uruguayo de solidaridad mal entendida, si tu eres el cantante de un grupo que dará un concierto en el Solís no puedes salir un par de días antes, en pleno invierno, de noche, a pegar carteles por 18 de julio.

En diciembre del mismo año se edita el segundo sencillo, este supera las ventas del anterior y llega a ser disco de oro.
El mismo año 1972, son invitados por segunda vez al Barock, esta vez con la banda Días de Blues.
El 24 de febrero son invitados a participar en el Festival de la Solidaridad Chile-Vietnam en el Estadio Centenario, junto con Alfredo Zitarrosa, Víctor Heredia, Vera Sienra, Sindykato, Quilapayún, Dean Reed y Camerata.
También participar como invitados en las sesiones de grabación de otros artistas como Jesús Figueroa (excantante de Opus Alfa), y en el segundo disco larga duración de León Gieco.
La organización del Seminario de Música Latinoamericana les da su reconocimiento al invitarlos al evento que se realizó en la falda del Cerro del Toro de Piriápolis en diciembre de 1972.
La tapa de este LP, con el emblemático cerebro fue creada por el artista plástico, escenógrafo de Canal 5 y cantante de la banda, Rubén Melogno.
En 1974, coincidiendo con la oportunidad de grabar el segundo disco en Buenos Aires, Psiglo, decide radicarse en esta ciudad, durante seis meses.
Abril de 1975, marcó el final de esta etapa de Psiglo, coincidente, quizás, con un paréntesis en el desarrollo del rock uruguayo, provocado por el entorno socioeconómico que se vivía. Esa fecha fue para el grupo, ya con nuevos integrantes, el inicio de la diáspora hacia Europa y en concreto hacia Madrid. La formación que viajó a España quedó así: Jorge García Banegas (que después sería teclista de Asfalto), César Rechac , Hermes Calabria (Batería, y posteriormente batería de Barón Rojo), Rubén Melogno y Charlie Oviedo (bajo).

### Ideación
Entre enero y marzo de 1973 completan la grabación del primer larga duración, titulado Ideación. El mismo fue lanzado en julio de ese año y contó con el acompañamiento del cuarteto de cuerdas del S.O.D.R.E. en el tema "Catalina" y de Nelson Pito Varela (saxo) y Eduardo Giovonazzo (trompeta) en "Es inútil". El fotógrafo Jorge Gómez fue el encargado del diseño de la tapa, pero cuando el trabajo estuvo terminado, de forma imprevista se sustituyó por el cerebro que Rubén Melogno había dibujado y que finalmente se convirtió en logo del grupo.
El 12 de agosto de 1973 se realiza el segundo concierto en el mismo lugar y exactamente un año después del primero. Seis días después, el sábado 18, se les hace entrega del Disco de Oro en un nuevo recital transmitido en directo desde sus estudios por Canal 12 en forma de especial de la banda, conducido por Rubén Castillo. Se llamó Telesuceso del Psiglo.
Todavía en 1973, en una casa alquilada por ellos en Gil 1038 montan una oficina. Gonzalo Farrugia da clases de batería y tocaban en todos lados, eran siete u ocho bailes por fin de semana.

### PsigloII
Su segundo L.P., conocido popularmente como Psiglo II fue grabado en julio de 1974, pero censurado por la dictadura cívico-militar se editó recién en 1981 y sin el tema "Héroe de papel". Ese tema apareció años más tarde en la edición en CD que contenía los dos LP del grupo. Para este disco contaron con el acompañamiento musical del Cuarteto de Álvaro Armesto con flauta traversa en el tema "El juglar y yo" y con saxo en la canción "Gil 1038".Gustavo "Mamut" Muñoz en bajo eléctrico y César Rechac en guitarra eléctrica.

### PsigloIII
Tercer trabajo, esta vez ya en soporte digital, grabado en Madrid, en 1991, en el estudio particular de Jorge Banegas y en los estudios La Factoría, pertenecientes a exintegrantes de Asfalto, el otro grupo importante en la trayectoria de Banegas. En este álbum participaron los integrantes originales del grupo Rechac, Banegas, Melogno, Farrugia que envió las pistas desde México y Cesio que lo hizo desde Uruguay. El álbum contó con colaboraciones como Pepe Brother (bajo en “Vuela Libre”) y Vicky y Luisi Estévez (Jerusalem, Supremas de Móstoles) (coros), Fernando Luna (letra en “Mi dulce pelirroja”) y Marisa Muñoz (letra en “Vuela libre”), con este CD culmina la discografía de tan emblemática banda.

### Reuniones
En 1993, en un evento que congregó a 6000 personas en la Estación Central de Trenes de AFE en Montevideo, vuelven a escena para alegría de generaciones que se habían alimentado del mito de la banda, demostrando su convocatoria y la aceptación de un público multigeneracional, .
En 1997 vuelven a reunirse en un evento homenaje a Rubén Castillo en el Teatro Solís. Y luego de la muerte de Gonzalo Farrugia, en ese mismo año (2009), Psiglo se reunió para homenajear a su batero fallecido. El hijo de Gonzalo (Zoel Farrugia) ocupó la batería. Fue la última presentación de Psiglo.

## Integrantes
- Jorge García Banegas - pianista.
- Luis Cesio - guitarrista.
- Gonzalo Farrugia - baterista.
- Ruben Melogno - vocalista.
- Federico Ramos - guitarrista Psiglo en España.
- Hermes Calabria - baterista
- Gustavo"Mamut" Muñoz - bajista.

## Discografía

### Long Plays
- Ideación (Clave NPS 701. 1973)
- Psiglo II (Clave 42705. 1982)
- Psiglo III Siglo Ibérico' (El Cocodrilo Records JLA-CD-0228. 1991)

### Simples
- En un lugar un niño / Gente sin camino (julio de 1972)
- No pregunten por qué / Vuela a mi galaxia (diciembre de 1972)
- Cambiarás al hombre / Construir, destruir (1974)

### Reediciones
- Psiglo I y II (incluye el contenido completo de los dos álbumes del grupo, más el tema "Héroe de papel", censurado del segundo disco. Sondor. 1993.)

## Otros grupos relacionados
- Opus Alfa
- Días de Blues
- El Kinto
- Totem (banda)
- Sindykato